# ふたば (浚渫ロボット)
ふたばは三菱重工が建造した浚渫ロボット（全没型歩行脚式浚渫機、Submersible Walking Auto Dreger, SWAD)である。過去1号機、2号機の2機が製作され、福島第一原子力発電所、福島第二原子力発電所に各々設けられた専用港湾の浚渫作業に使用されてきた。

## 計画背景
1980年代後半に入ると三菱重工はプラザ合意後の円高により、浚渫船を始めとする既存の作業船の受注低迷に悩まされるようになった。この打開策として付加価値の高い新製品の開発を決意し1987年5月、広島海洋機器工場設計部にシステム開発室を新設した。創設当初の開発室スタッフは10名で、エレクトロニクスやセンサーなどの先端技術を活用し、作業船の自動化、コンピュータ化の推進を担った。
最初に実用化したのは浚渫船自動化システムを使用しコンピューターで浚渫作業を自動化することで、熟練作業員無しで効率的に浚渫作業を制御することを売りとした。それと共に開発が進められたのが歩行式作業機であった。
一方、東京電力が抱えていた課題は、両発電所の専用港湾の浚渫であった。専用港湾は取水口付近の波を静謐化し、併せて使用済み核燃料や各種機材等の運搬船を接岸するために設けられているが、取水や船舶航行の円滑な遂行には港湾の浚渫が必要であった。この作業は従来のグラブ船などに代表される一般的な浚渫船が使用されていたが有義波高0.5〜0.7 m程度以下での使用が限度であった。このため、防波堤を介したのみで太平洋に直接面した専用港湾での稼働率は50〜60 %と言ったところで、浚渫作業工程を組む際不確定要素を残す事となり、支障があった。このため、東京電力は1984年より五洋建設と共同研究を実施していた。この研究の後、広島海洋機器工場設計部は五洋建設の提案に従って共同開発を実施し、1号機を完成させた。
使用先の両原子力発電所専用港湾では主に取水口付近の浚渫に使用している。

## ふたば1号

### 概説
当初1987年に完成を予定し、2年の開発期間を経た後、1989年に上記両発電所専用港湾での使用を開始した。
本機は自動化技術を推し進めた他、機体は全没し、特殊フローティングホースにより耐波性を確保している。このため日経産業新聞の取材によると、ふたば1号は天候が原因で作業を休んだ事は殆ど無いという。
なお、水没タイプとしては当時からブルドーザー式やキャタピラー式（水中バックホウなどでも知られる）がある。これらは歩行式に比較し移動速度が数十倍速いメリットがあるが、地盤に一定の硬さがないとグリップが確保できず滑って進めない欠点があった。専用港湾は海底地盤がぬかるんでいるため、硬い部分まで足を突き刺しながら移動する歩行式を採用する必要性があった。
制御は陸上から光通信ケーブルを介して有線で実施し、8本備えられた足を4本ずつ動かして前後左右に移動する事が出来る。ふたば1号本体は無人であり、制御はワンマンで可能となっている。
1号機は両専用港湾を4半期に1度行き来し、年間4回の浚渫工事を実施するローテーションを繰り返してきた。1998年度の場合、2港湾計13万5000立方メートルの土砂を浚渫している。
竣工後、1994年、1997年に補強改造を実施した。2号機が建造されるまでの10年間に浚渫した土量は約140万立方メートル、運転時間は約28000時間である。

### 主要諸元
『作業船』179号(1988年)より抜粋。
- 全長: 約27 m
- 作業水深: 4.5〜9.0 m（設計最大15 m）
- 最大波高: 2.8 m
- 取水流速: 局所最大2.0ノット
- ロボット本体重量: 170 t

## ふたば2号
ふたば1号の老朽化により、代替として建造された。

### 概説
1号機での実績より、全没型水中作業機が高波浪、強潮流という厳しい条件下でも水面浮遊式浚渫機と比較して稼働可能と言う優位性を持つことが実証された事から、同じ様に全没型の水中歩行ロボットとして開発された。東電設計と五洋建設土木本部機械部、三菱重工が再度共同開発を実施し建造所は三菱重工の神戸造船所である。1999年3月に水中作動試験を終了して竣工し、同年4月より福島第二原子力発電所専用港湾にて各種機能確認及び実証試験工事に従事し6月に問題なく工事を完了した。

### 設計目標
下記の基本方針を達成するための施策を検討した。
- 更なる省力化と能力向上
- 浚渫能力の増大
- 高寿命化
- 環境保全に配慮した水中機械設計

このため、1号機と比較して下記のような設計変更点が見られる。
1. 本体に海水ポンプを装備し、ポンプでバラストタンクの海水を注排水する事で浚渫機の浮上、潜航を可能とした。1号機に付帯していた給排気用の支援船台は廃止した。
2. 自動集中給脂システムの採用で摺動部の磨耗低減、省力化を図った。
3. 着底状態のままラダー先端のカッターを水面上まで上げて障害物を除去可能とした。
4. 機体は本体フレームと移動フレームから成るが、1号機では本体フレームの歩行脚で立脚した際のみ浚渫可能だったものを、2号機はどちらのフレームの歩行脚で立脚しても浚渫可能とした。
5. ラダー構造を中折れにし、フレーム動作と連係させる事で、上記歩行脚による浚渫条件の改善と相俟って歩行中も連続浚渫作業を可能とした。
6. 歩行脚の昇降速度を高速化しサイクルタイムを短縮した
7. データ伝送速度を高速化し、浚渫作業を自動化することで、作業時間の短縮を図り、浚渫能力の向上に繋げた。
8. RTK-GPS測位システムの採用により、3次元測量を可能とし、全天候に対応（日経産業新聞は作業管理精度の向上にも言及[2]）
9. 構造強度に疲労強度の考え方を導入し、主要構造部の耐用年数を8年とした。
10. 油圧系作動油に生分解性オイルを使用し外部への漏洩時にも海洋汚染のないようにした。

### 要求仕様
一方、次のような要求仕様も満たす必要があった。
1. 岸壁クレーンの能力の制約より、全体の空中質量は150 t以下とする。
2. 点検整備の面から、浮上時の乾舷量を30 cm以上とし、水平姿勢を保持できるようにする。
3. 着底状態にて、港口部で水深6〜9 m、最大波高2.0 m、取水流速0.92 m/sで転倒しないこと。

### 基本構成
外観は前部に円筒状のカッターを備えた腕のようなラダー部があり、両脇にバラストタンクを抱えた本体フレームが突き出し、中央部分は移動フレームとなっている。本体フレームと移動フレームは互いにスライド用のレールを介して一体となっており、一方のフレームが足を下げている間もう一方のフレームがスライドすることで位置を変えて移動する。
上記の事情から、本体構造は1号機より脚幅間隔を広げ、安定性を向上した。また、本体フレームはバラストタンクを兼用しており、姿勢制御の必要性から片舷3室ずつに内部で区分けされている。移動フレームは1号機より前部重量が重くなったため、前部構造材をバラストタンクを兼用した構造とした。
疲労強度の算出においては、1号機での実績もデータとして利用した。浚渫能力は30 %向上した。
なお、電源供給は発電所の所内電源系統(3相 6.9 kV、50 Hz)を陸上の受電ユニットで3.3 kVに降圧し、中継ポンプユニット、遠隔操作室、浚渫機本体の高圧コントロール盤に給電している。
制御機能としては下記を設けている。
1. 手動操作
2. 自動歩行
3. 姿勢制御
4. プレロード
5. ラダー位置制御
6. 自動浚渫
7. 沈設、浮上
8. 状態監視

また、浚渫機本体にマイクロホンを設け、操作者に臨場感を与えるよう工夫もなされている。
浚渫した土砂は浚渫ポンプにより陸上まで長距離圧送する。海上のパイプラインにはフローティングホースを使用する。

### 主要諸元
『作業船』1999年11月号より抜粋。
- 全長: 27.0 m
- 全幅: 13.0 m
- 全高: 6.0 m（GPS/カメラ用ポスト除く）
- 質量: 150 t（気中）、90 t（水中）
- 揚土量: 砂の場合70 m3/h、シルトの場合90 m3/h
- 歩行速度: 110 m/h (前後)、60 m/h (左右)
- 浚渫ポンプ: 電動機 320 kW、流量 800 m3、揚程 76 m、口径 300 mm
- 油圧ユニット: 電動機 250 kW、油量 620 L/min、定格圧力 20 MPa
- ディスクカッター: 油圧カッター 150kW、外形 ⌀1200、回転数: 0〜30rpm、生分解油作動